# Rodrigo Possebon
Rodrigo Pereira Possebon, brazilski nogometaš italijanskega rodu, * 13. februar 1989, Sapucaia do Sul, Rio Grande do Sul, Brazilija. 
Rodrigo Possebon je svojo igralsko kariero začel kot defenzivni vezni igralec pri Internacionalu. Po tem, ko ga je opazil skavt Manchester Uniteda, John Calvert-Toulmin, so stekla pogajanja o prestopu v angleški klub.
Z Manchestrom je Possebon januarja 2008 podpisal pogodbo, ki naj bi bila vredna okoli 3,5 milijonov evrov. Glede na to, da je njegov oče italijan je Rodrigo pridobil italijansko državljanstvo, tako, da pri klubu ne šteje za tujega igralca. V novem klubu je dobil dres s številko 34, ki ga je pred njim nosil Ryan Shawcross.
Za klub je prvič nastopil kot zamenjava za Ryana Giggsa v drugem polčasu tekme proti Newcastle Unitedu, 17. avgusta 2008.